# Aubrey (Texas)
Aubrey város az USA Texas államában, Denton megyében. Lakosainak száma 5006 fő (2020. április 1.).

## Népesség
A település népességének változása:

| 2010 | 2 595 |
| 2020 | 5 006 |